# Grupa Lorenzena
Grupa Lorenzena (duń. Lorenzengruppen) – kolaboracyjna grupa zbrojna złożona z Duńczyków pod koniec II wojny światowej.

## Historia
Grupa powstała w grudniu 1944 r. z inicjatywy Niemców jako odpowiedź na nasilającą się działalność duńskiego ruchu oporu. Była podporządkowana Korpusowi HIPO jako sekcja 9c. Nazwa pochodziła od nazwiska założyciela Jørgena Lorenzena, agenta niemieckiej tajnej policji. Członkowie grupy dokonali serii zabójstw i aresztowali ok. 600–800 bojowników ruchu oporu lub osób z nim związanych. Wobec części z nich stosowali podczas śledztw tortury. W końcowych dniach wojny większość grupy ukryła się 4 maja 1945 r. we wsiach Asserbo i Nordsjælland w Północnej Zelandii. Mieli zamiar zbiec poza granice Danii. Tam jednak wytropili ich partyzanci wsparci opancerzonym samochodem. Doszło do ostrzelania kryjówki kolaborantów, w wyniku której 2 z nich zginęło, 5 zostało ciężko rannych, 11 lekko rannych, a 1 popełnił samobójstwo. Ci, którzy przeżyli, zostali aresztowani i uwięzieni. Po procesie 10 członków Grupy Lorenzena skazano na karę śmierci przez rozstrzelanie, ale potem wobec 6 z nich zamieniono ją na dożywocie. Przywódca J. Lorenzen został rozstrzelany 10 maja 1949 r.

## Skład osobowy
- Jørgen Lorentzen
- Anna Østergaard Lorentzen
- Holger Buhl Andersen
- Peder Barkholt
- Elo Drackner
- Otto Gustav Enge
- Holger Vagner Hansen
- Karl Hansen
- Karl-Heinz Kent Heinsbak
- John Ernst Hemmingsen
- Palle Jensen
- Kurt Johansen
- Georg Jørgensen
- Mathias Peter Kristensen
- Niels Christian Löjmann
- Rupert Georg Nielsen
- Helge Pedersen
- Knud Peder Lomholdt-Pedersen
- Tage Petersen
- William Petersen
- Enrico Rand
- Erik Rasmussen
- Kristian Kjærsgaard Rasmussen
- Anker Svendsen
- Carl Christian Thorsen